# Rostroconchia
Classe
Ordres de rang inférieur
- † Ribeirioida
- † Conocardioida

Les Rostroconchia sont une classe fossile de mollusques, et que l'on rencontrait du début du Cambrien à la fin du Permien. On pensait en premier lieu qu'il s'agissait de bivalves, mais on les a placés par la suite dans une classe à part,. 

## Description
Ces espèces ont une coquille unique durant leur stade larvaire et l'adulte a une coquille qui semble composée de deux valves, protégeant un manteau et un pied musculeux. 
Ce sont des animaux de petite taille de moins de 2 centimètres de longueur, à l'exception de certaines espèces découvertes dans les calcaires dévoniens des États-unis qui peuvent atteindre 15 centimètres.
La classe des Rostroconchia incluait probablement plus de 1 000 espèces.

## Aperçu des genres
- †Heraultipegma Pojeta & Runnegar, 1976

Noms en synonymie
- †Heraultia Cobbold, 1935, un synonyme de †Heraultipegma Pojeta & Runnegar, 1976